# Juazeiro (tiểu vùng)
Juazeiro là một tiểu vùng thuộc bang Bahia, Brasil. Tiều vùng này có diện tích 55830 km², dân số năm 2007 là 407222 người.